# Manetto di Jacopo Ammanatini
Manetto di Jacopo Ammanatini (Firenze, 1384?–Buda?, 1452) építőmester, asztalos és képfaragó.

## Élete
Manetto di Jacopo Ammanatini 1384 és 1387 között született az olaszországi Firenzében, híres kézműves dinasztia sarjaként.
Apja idősebb Manetto Ammanatini asztalos mester, anyja Monna Nera volt, aki apjuk korai halála után, 1451-1452 körül egy ideig kétkezi munkát vállalt, hogy a családot eltartsa, míg a családfenntartás végül nagyrészt fiára, az akkor a huszas évei közepe körül járó Manettóra hárult.
Manetto fiatal asztalosmesterként gyakran járt össze más korabeli tehetséges firenzei mesterekkel, akik egy alkalommal tréfából súlyosan megszégyenítették, és ezért, és talán anyagi okoktól vezérelve is elhagyta szülővárosát és Itáliát; egy Ozorai Pipó szolgálatában levő bolognai képfaragóhoz csatlakozva, Magyarországra költözött.
A reneszánsz magyarországi történetében fontos helyet elfoglaló Manetto Ammananti Magyarországra érkezése után nem sokkal Ozorai Pipó és Zsigmond király szolgálatába szegődött. Mint Ozorai Pipo építőmestere közel negyven évet töltött Magyarországon, egyre-másra építve a templomokat, palotákat, és a fellelhető adatokból következtetve úgy látszik, ő díszítette föl szoborművekkel Ozorai Pipo székesfehérvári sírkápolnáját is.